# 임성남 (무용가)
임성남(林聖男, 1929년 4월 11일 ~ 2002년 5월 25일~)은 대한민국의 무용가이다. 본관은 예천이며, 본명은 임영규(林泳圭)이다.

## 생애
전주사범학교를 졸업했고, 니혼 음악 학교를 거쳐 오랫동안 일본에서 무용 생활을 하다 1951년 '도쿄 청년 발레단'을 창립, 《백조의 호수》에 왕자역으로 주연했다. 1956년도에 귀국, '임성남 발레단'을 창단하여 12회에 걸친 개인 발표회를 개최했고, 5·16 군사정변 이후 국립 무용단 단장직을 맡은 후 국립 무용단 정기 공연 제6회를 공연한 바 있다. 《살자기 옵서예》에서 안무의 연출을 지도하여 절찬을 받았다. 1968년 미 국무성 초청으로 도미, 2년 동안 모던 발레를 연구했고, 그 후 서울예술고등학교 무용과 과장, 대한민국 국립발레단 단장, 한국무용협회 이사장, 한국발레협회 회장을 역임하였다. 주요 작품으로는 《예불》(禮佛), 《오줌싸개의 향연》 등이 있다. 생전에 400여 편의 작품을 무대에 올렸는데, 그 중 「백조의 호수」, 「지젤」, 「지귀의 꿈」, 「처용」, 「왕자호동」 등이 대표작으로 꼽힌다.

## 상훈
- 서울시문화상
- 대한민국예술원상
- 대한민국문화예술상
- 보관문화훈장